# Українська авангардна поезія (1910—1930)
Украї́нська аванга́рдна пое́зія (1910 — 1930-ті роки): антоло́гія — антологія українського поетичного авангарду, упорядкована поетами Олегом Коцаревим та Юлією Стахівською. Автором передмови є канадський літературознавець Олег Ільницький. В основній частині антології зібрано твори 41 автора. Поезії ще декількох авторів, зокрема поезії авторів журналів «Зиз» та «Будяк», псевдоніми та криптоніми яких не могли бути розшифровані упорядниками або тих, чиї біографічні данні наразі невідомі, експерименти з українською мовою російських поетів та ін. розміщено в додатках.
Цікава деталь, оскільки з приводу обкладинки виникла суперечка між укладачами та видавництвом, книжка вийшла в обох варіантах, під двома обкладинками одночасно.

## Автори творів в антології
- Василь Алешко
- Богдан Ігор Антонич
- Нік Бажан
- Євген Бунда
- Гро Вакар
- Віктор Вер
- Олекса Влизько
- Володимир Гаврилюк
- Володимир Гаряїв
- Мечислав Гаско
- Сава Голованівський
- Святослав Гординський
- Володимир Ґадзінський
- Леонід Зимний
- Майк Йогансен
- Ґео Коляда
- Олександр Корж
- Іван Крушельницький
- Олександр Копровський
- Михайло Лебединець
- Левко Лепкий
- Іван Маловічко
- Юрій Палійчук
- Валер'ян Поліщук
- Ілля Сельвінський
- Михайль Семенко
- Микола Скуба
- Олекса Слісаренко
- Олександр Сорока
- Едвард Стріха
- Роман Теодорович
- Микола Терещенко
- Павло Тичина
- Раїса Троянкер
- Василь Хмелюк
- Ярослав Цурковський
- Леонід Чернов
- Андрій Чужий
- Ґео Шкурупій
- Юліан Шпол

### Автори творів в Додатках
- Олександр Копровський
- Левко Лепкий
- Роман Теодорович
- Василіск Гнідов
- Ілля Сельвінський
- Володимир Гаряїв